# Despido laboral en Argentina
El despido laboral en Argentina es la rescisión del contrato de trabajo de un trabajador, decidida unilateralmente por el empleador, con o sin invocación de causa. Como los requisitos para proceder a un despido laboral y las consecuencias de la decisión están regulados por cada legislación, existen diferencias según sea el país cuya normativa deba aplicarse. Este artículo se refiere exclusivamente a los despidos de trabajadores que, por haberse desempeñado en la Argentina, se rigen por las leyes de este país.
En el Derecho argentino el despido laboral se encuentra regulado por la Ley de Contrato de Trabajo (en adelante, LCT) aprobada por la Ley 20744 en 1974, con algunas reformas posteriores y disposiciones complementarias. En 1976 se dictó el Decreto 390/76 que aprobó un texto ordenado que recoge esas reformas, por lo cual a veces se la menciona como ley 20744 (t.o. decreto 390/76).

## Estabilidad laboral

### Concepto y clasificación
La estabilidad laboral es el derecho del trabajador de conservar su empleo en tanto no haya una justa causa para despedirlo.
Los sistemas legales tendientes a proteger la estabilidad pueden clasificarse en:
- Estabilidad propia o absoluta: si no media una justa causa el despido se considera un acto nulo, subsisten las obligaciones del empleador, incluida la del pago de salarios, y se ordena la reincorporación al empleo. El incumplimiento de la reincorporación genera consecuencias que varían según el modelo elegido:[5]
  - El empleador es compelido a retomar al despedido y pueden aplicarse sanciones conminatorias a ese fin;
  - Si el empleador no lo reincorpora solo tiene derecho a una indemnización.[6]
- Estabilidad impropia o relativa: el trabajador despedido sin causa es acreedor a una indemnización que según la legislación puede ser:
  - Tarifada, se calcula sobre la base de datos objetivos (en general la antigüedad en el empleo y la remuneración);
  - No tarifada, el juez la fija de acuerdo al perjuicio ocasionado concretamente por el despido. En este caso cobran relevancia las circunstancias personales del trabajador tales como la familia a cargo, la dificultad en obtener nuevo empleo, la edad, etc.[7]

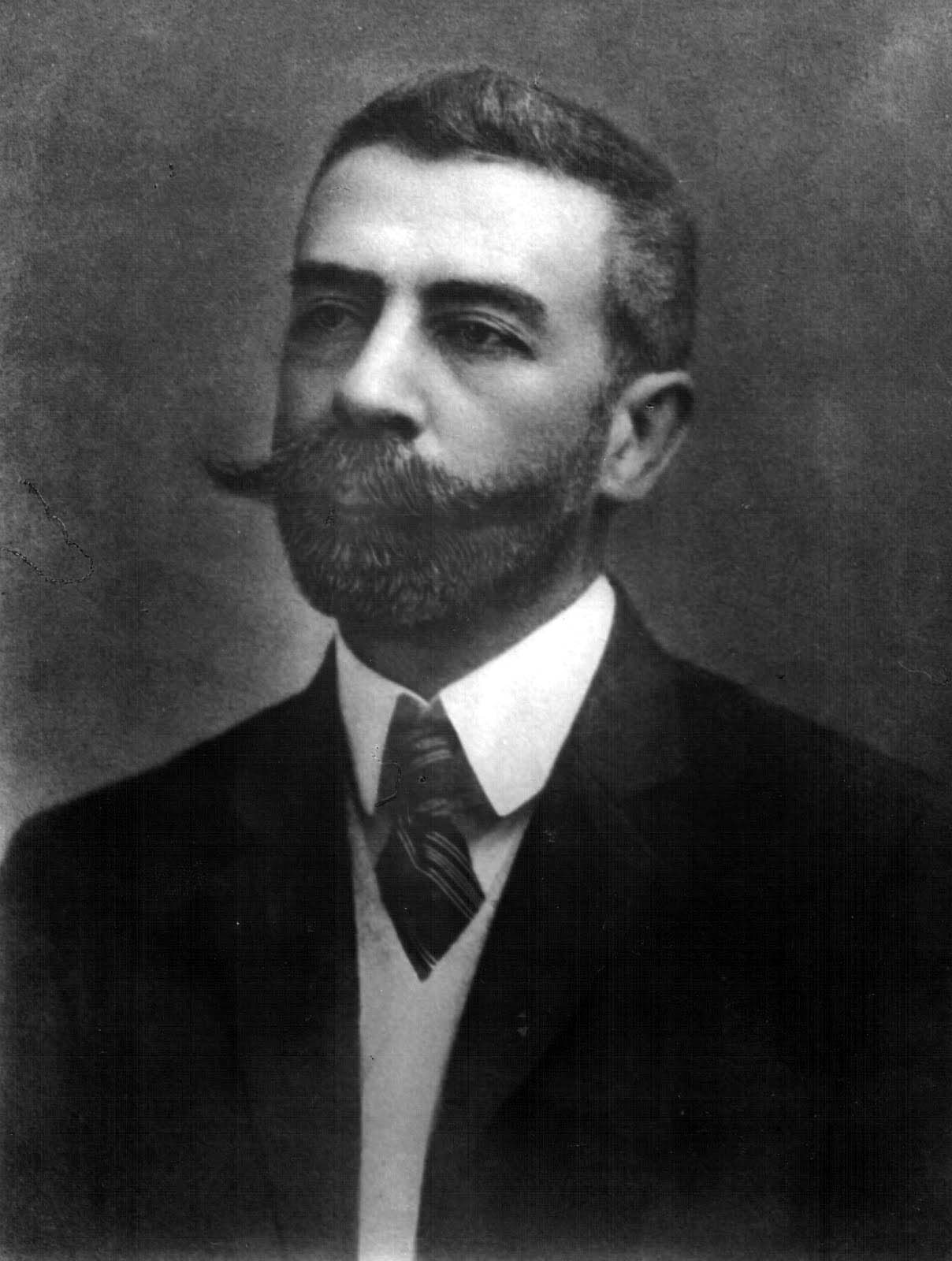
Joaquín Víctor González (1863-1923) autor en 1904 del primer proyecto de Código de Trabajo en Argentina, que no fue aprobado

### Régimen jurídico en Argentina
La reforma de la Constitución argentina del año 1957 estableció en su artículo 14 bis el derecho del trabajador a la protección contra el despido arbitrario. Si bien antes de esa fecha ya se habían dictado leyes tuitivas en tal sentido, la reforma no solamente dio un respaldo doctrinal a las mismas sino que además tuvo como consecuencia un aumento de las facultades de los jueces para controlar las medidas con las que se cumplía el mandato constitucional, permitiéndoles así que en casos extremos las invalidaran, como se analizará en el punto correspondiente.  
En la Argentina existió para los empleados bancarios y de compañías de seguros un régimen de estabilidad absoluto en el cual el trabajador tenía derecho a continuar percibiendo sus remuneraciones hasta obtener su jubilación, salvo que hubiera un despido con justa causa. Este sistema fue declarado inconstitucional por la Corte Suprema de Justicia y luego fue derogado.
El régimen vigente para la generalidad de los trabajadores, y que tiene como antecedente principal la ley 11729 del año 1932, es el de la estabilidad relativa, esto es que en caso de despido solo tienen derecho al cobro de una indemnización. La excepción son los representantes sindicales, para los cuales existe un sistema de estabilidad absoluta que se analiza en el punto correspondiente.

### Estabilidad por el ejercicio de actividad sindical
Gozan de estabilidad gremial los delegados del personal, las comisiones internas y organismos similares que ejercen sus funciones en el lugar de trabajo así como los trabajadores que, por ocupar cargos electivos o representativos en asociaciones sindicales con personería gremial, en organismos que requieran representación gremial, o en cargos políticos en los poderes públicos, dejen de prestar servicios, durante el término de un año a partir de la cesación de sus mandatos (arts. 50 y 51 ley 23551).

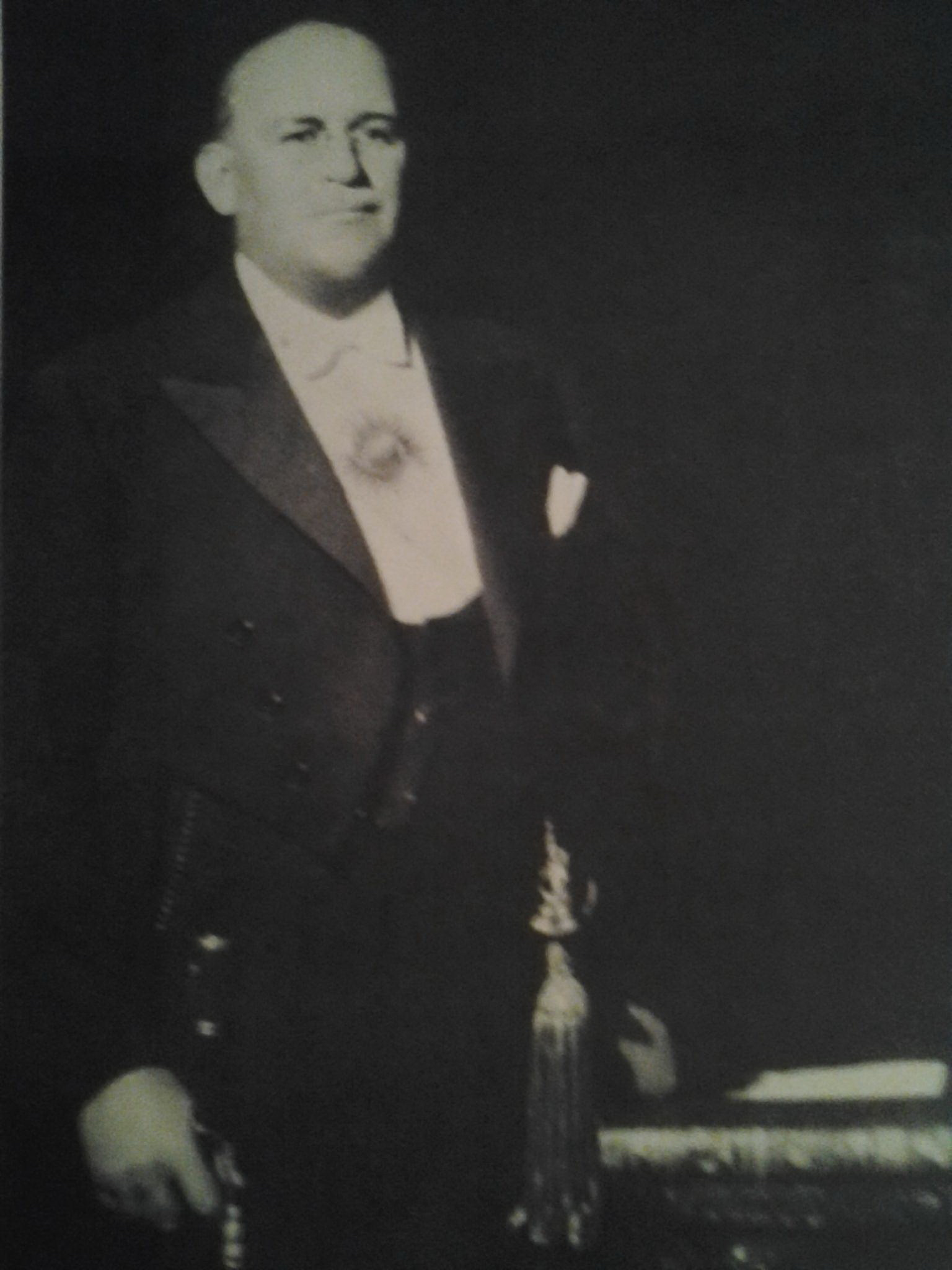
Agustín P. Justo, bajo cuya presidencia se aprobó en 1932 la ley 11729 estableciendo por primera vez en el país las indemnizaciones por despido

El mismo beneficio rige por seis meses para quienes se postulan para un cargo de representación sindical.
Los trabajadores con estabilidad gremial solo pueden ser despedidos si se invoca justa causa y hay una autorización judicial previa. Si el despido no cumple estas condiciones el afectado puede demandar judicialmente la reinstalación en su puesto, con más los salarios caídos durante la tramitación judicial. 
Si se decidiere la reinstalación, el juez podrá aplicar sanciones conminatorias al empleador que no cumpliere con la decisión firme. El trabajador, salvo que se trate de un candidato no electo, podrá optar por considerar extinguido el vínculo laboral en virtud de la decisión del empleador, colocándose en situación de despido indirecto, en cuyo caso tendrá derecho a percibir además de indemnizaciones por despido, una suma equivalente al importe de las remuneraciones que le hubieren correspondido durante el tiempo faltante del mandato y el año de estabilidad posterior. Si el trabajador fuese un candidato no electo tendrá derecho a percibir, además de las indemnizaciones y de las remuneraciones imputables al período de estabilidad aún no agotado, el importe de un año más de remuneraciones (art. 52 ley 23551).

## Régimen de la Ley de contrato de trabajo

### Ámbito de aplicación
La LCT se aplica a todos los trabajadores con excepción de:
a) los dependientes de la Administración Pública Nacional, Provincial o Municipal, excepto que por acto expreso se los incluya en la misma o en el régimen de las convenciones colectivas de trabajo.
b) los trabajadores domésticos.
c) los trabajadores agrarios (art. 3 LCT).
Existen además estatutos especiales referidos a los trabajadores de ciertas actividades para los cuales la aplicación de la LCT quedará condicionada a que la aplicación de sus disposiciones resulte compatible con la naturaleza y modalidades de la actividad de que se trate y con el específico régimen jurídico a que se halle sujeta (art. 3 LCT).

### El período de prueba
Se entiende que el contrato de trabajo ha sido celebrado a prueba durante los primeros tres meses de vigencia, a menos que se trate de un contrato de temporada o de un contrato a plazo.
Durante ese lapso el empleador podrá extinguir la relación sin expresión de causa y sin pago de indemnización, pero con obligación de preavisar. 
El período de prueba no rige si el empleador había contratado al mismo trabajador en una oportunidad anterior utilizando el período de prueba. Tampoco si no lo anotó como empleado en sus libros y registros al inicio de la relación. En los dos casos se considera que el empleador ha renunciado al período de prueba (art. 92 bis LCT). Algunos estatutos especiales contienen disposiciones sobre el período de prueba que se analizarán más adelante.

### El plazo en los contratos de trabajo
El contrato de trabajo se entenderá celebrado por tiempo indeterminado, salvo que su término resulte de las siguientes circunstancias:
a) Que se haya fijado en forma expresa y por escrito el tiempo de su duración.
b) Que las modalidades de las tareas o de la actividad, razonablemente apreciadas, así lo justifiquen.
La formalización de contratos por plazo determinado en forma sucesiva, que exceda de las exigencias previstas en el apartado b) de este artículo, convierte al contrato en uno por tiempo indeterminado (art. 90 LCT).
La carga de la prueba de que el contrato es por tiempo determinado estará a cargo del empleador (art. 92 LCT).
El contrato de trabajo a plazo fijo durará hasta el vencimiento del plazo convenido, no pudiendo celebrarse por más de cinco años (art. 93 LCT).

### Conversión del contrato a plazo fijo en contrato a plazo indeterminado
Las partes deberán preavisar la extinción del contrato con una antelación mayor de un mes y menor de dos, respecto de la expiración del plazo convenido, salvo en aquellos casos en que el contrato sea por tiempo determinado y su duración sea inferior a un mes. Aquella que lo omitiera, se entenderá que acepta la conversión del mismo a plazo indeterminado, salvo acto expreso de renovación de un plazo igual o distinto del previsto originariamente, y sin perjuicio de lo dispuesto en el artículo 90, segunda parte, de esta ley (art. 94 LCT).

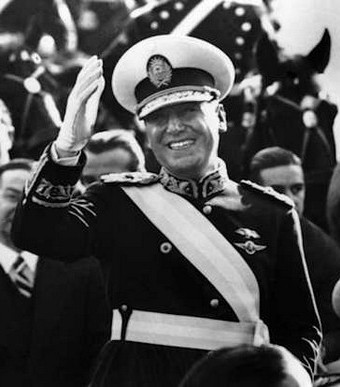
Como Secretario de Trabajo, Juan Domingo Perón, impulsó el Decreto-Ley 33302/1945 del 20 de diciembre de 1945, duplicando las indemnizaciones por despido.

### Cómputo de la antigüedad en el empleo
A todos los fines de la ley la antigüedad en el empleo se considerará tomando:
a) el tiempo trabajado desde el comienzo de la vinculación;
b) el que corresponda a los sucesivos contratos a plazo que hubieren celebrado las partes;
c) el tiempo de servicio anterior, cuando el trabajador, cesado en el trabajo por cualquier causa, reingrese a las órdenes del mismo empleador (art. 18 LCT).
d) el plazo de preaviso cuando el mismo hubiere sido concedido (art. 19 LCT).
e) el período de prueba (art. 92 bis LCT).
f) los días en que no trabajó por gozar de licencia legal o convencional, o por estar afectado por una enfermedad inculpable o por infortunio en el trabajo, o por otras causas no imputables al trabajador (art. 152 LCT).
g) el período durante el cual el trabajador no cumple tareas por haber sido llamado a prestar servicio militar obligatorio, por llamado ordinario, movilización o convocatorias especiales (art. 214 LCT).
h) el período durante el cual el trabajador no cumple tareas por razón de ocupar cargos electivos en el orden nacional, provincial o municipal (art. 215 LCT).
i) el período durante el cual el trabajador no cumple tareas por razón de ocupar cargos electivos o representativos en asociaciones profesionales de trabajadores con personería gremial o en organismos o comisiones que requieran representación sindical en el orden nacional, provincial o municipal (art. 217 LCT).
j) el período de licencia por maternidad (art. 177 LCT).

### Trabajador jubilado. Remisión
Respecto del trabajador jubilado que reingresa a trabajar para el mismo empleador, ver el art. 253 LCT.

### El preaviso

#### Concepto
Es la notificación anticipada que una de las partes del contrato de trabajo hace a la otra de que va a rescindir el vínculo. Tiende a evitar o, por lo menos, atenuar el perjuicio que causa a una de las partes la ruptura intempestiva del contrato de trabajo decidida por la otra. El preaviso no puede retractarse, salvo acuerdo de partes (art. 234 LCT) y solo puede probarse por escrito (art. 235 LCT).
Durante el preaviso subsistirán las obligaciones emergentes del contrato de trabajo (art. 238 LCT).
Cuando la rescisión obedece a una causa justificada no rigen la obligación de preavisar ni la de abonar la indemnización sustitutiva.

#### Plazos del preaviso
En el contrato de trabajo por tiempo indeterminado, cuando las partes no lo fijen en un término mayor, deberá darse con la anticipación siguiente:
a) por el trabajador, de quince días;
b) por el empleador, de quince días cuando el trabajador se encontrare en período de prueba; de un mes cuando el trabajador tuviese una antigüedad en el empleo que no exceda de cinco años y de dos meses cuando fuere superior (art. 231 LCT).
Los plazos correrán a partir del día siguiente al de la notificación del preaviso (art. 233 LCT).
En el contrato a plazo fijo las partes deberán preavisar la extinción del contrato con antelación no menor de un mes ni mayor de dos, respecto de la expiración del plazo convenido, salvo en aquellos casos en que el contrato sea por tiempo determinado y su duración sea inferior a un mes. Aquella que lo omitiera, se entenderá que acepta la conversión del mismo como de plazo indeterminado, salvo acto expreso de renovación de un plazo igual o distinto del previsto originariamente (art. 94 LCT).

#### Preaviso y suspensión de la prestación de servicios
El preaviso notificado al trabajador mientras la prestación de servicios se encuentra suspendida por alguna de las causas con derecho al cobro de salarios por el trabajador, carecerá de efectos, salvo que se lo haya otorgado expresamente para comenzar a correr a partir del momento en que cesara la causa de suspensión de la prestación de servicios.
Cuando la notificación se efectúe durante una suspensión de la prestación de servicios que no devengue salarios en favor del trabajador, el preaviso será válido pero a partir de la notificación del mismo y hasta el fin de su plazo se devengarán las remuneraciones pertinentes.
Si la suspensión del contrato de trabajo o de la prestación del servicio fuese sobreviniente a la notificación del preaviso, el plazo de este se suspenderá hasta que cesen los motivos que la originaron (art. 239 LCT).

#### Indemnización por falta de preaviso
La parte que omita el preaviso o lo otorgue de modo insuficiente deberá abonar a la otra una indemnización substitutiva equivalente a la remuneración que correspondería al trabajador durante esos plazos (art. 232 LCT). Esta norma obliga tanto al trabajador como al empleador.
Cuando la extinción del contrato de trabajo dispuesta por el empleador se produzca sin preaviso y en fecha que no coincida con el último día del mes, la indemnización sustitutiva debida al trabajador se integrará con una suma igual a los salarios por los días faltantes hasta el último día del mes en el que se produjera el despido. 
La integración del mes de despido no procederá cuando la extinción se produzca durante el período de prueba establecido en el artículo 92 bis (art. 233 LCT).

#### Derechos del trabajador durante el preaviso otorgado por el empleador
Durante el plazo del preaviso el trabajador tendrá derecho, sin reducción de su salario, a gozar de una licencia de dos horas diarias dentro de la jornada legal de trabajo, pudiendo optar por las dos primeras o las dos últimas de la jornada. El trabajador podrá igualmente optar por acumular las horas de licencia en una o más jornadas íntegras (art. 237 LCT).
Cuando el preaviso hubiera sido otorgado por el empleador, el trabajador podrá considerar extinguido el contrato de trabajo, antes del vencimiento del plazo, sin derecho a la remuneración por el período faltante del preaviso, pero conservará el derecho a percibir la indemnización que le corresponda en virtud del despido. Esta manifestación deberá hacerse en algunas de las formas previstas para la renuncia al empleo (art. 236 LCT).

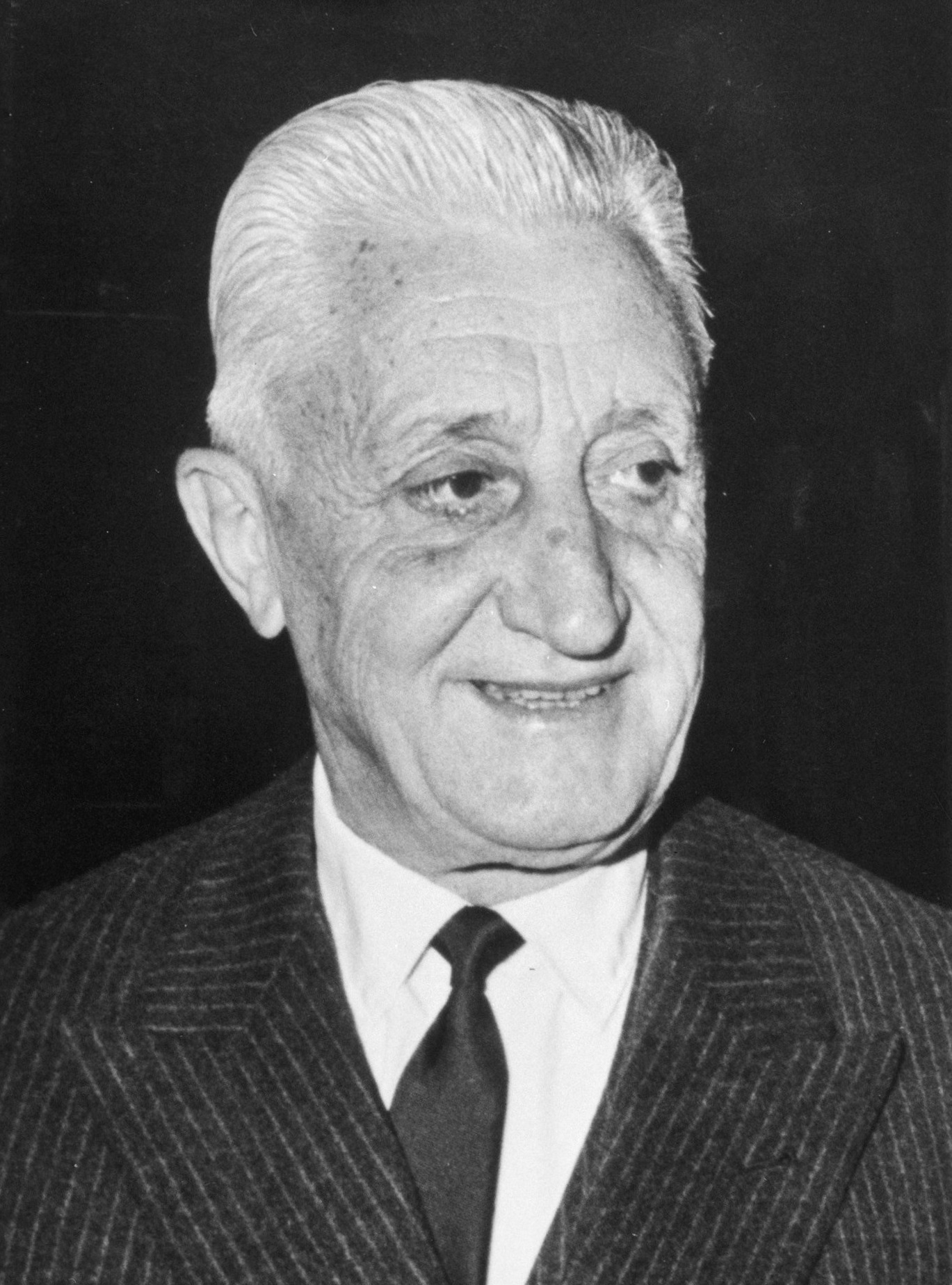
Bajo la presidencia de Arturo Umberto Illia se aprobó la Ley 16881 el 19 de mayo de 1966, mediante la cual se incrementaron las indemnizaciones por despido, pero fue derogada posteriormente por Juan Carlos Onganía.

### Rescisión por el empleador o el trabajador invocando justa causa
Una de las partes podrá hacer denuncia del contrato de trabajo en caso de inobservancia por parte de la otra de las obligaciones resultantes del mismo que configuren injuria y que, por su gravedad, no consienta la prosecución de la relación.
La valoración deberá ser hecha prudencialmente por los jueces, teniendo en consideración el carácter de las relaciones que resulta de un contrato de trabajo, según lo dispuesto en la presente ley, y las modalidades y circunstancias personales en cada caso (art. 242 LCT).
Cuando el trabajador rescinde el contrato de trabajo invocando justa causa se dice también que «se coloca en situación de despido» o que se trata de un «despido indirecto».
La palabra «injuria» usada en el artículo no tiene el significado de «ofensa» que se le da en el derecho penal y en el lenguaje común sino el de un daño moral o material a los intereses de la otra parte.
Como se verá en los puntos siguientes se puede llegar en dos formas a la situación de injuria: un hecho único cuya gravedad justifica la ruptura o un hecho que por sí solo no la autorizaría pero que al ser apreciado junto con otros incumplimientos justifica la ruptura.

#### Requisitos que debe reunir la falta que invoca el empleador para despedir
Para la justificación del despido se requiere que la medida sea:
a) proporcionada a la falta o incumplimiento del trabajador (arts. 67 y 242 LCT).
La falta cometida por el trabajador debe tener tal gravedad que razonablemente apreciada no consienta la continuidad del contrato;
b) contemporánea al conocimiento por el empleador de la falta que invoca. El lapso que transcurra entre ese conocimiento y la comunicación de despido no debe exceder del razonablemente necesario conforme las circunstancias del caso para reunir los elementos de juicio y tomar la decisión. Este lapso es muy variable: a veces el conocimiento de la falta es inmediato y a veces la investigación para comprobar los hechos y responsabilidades lleva un tiempo.
c) no viole el principio de non bis in idem.
Si el empleador ya sancionó al trabajador (por ejemplo, le aplicó una suspensión) no puede después despedirlo por ese mismo hecho. No viola este principio el tomar en cuenta las sanciones ya aplicadas para graduar las consecuencias de una nueva falta.

#### Comunicación de la causa e invariabilidad
Tanto en el despido por justa causa dispuesto por el empleador como en la denuncia del contrato de trabajo fundada en justa causa que hiciera el trabajador, deberán comunicarse por escrito, con expresión suficientemente clara de los motivos en que se funda la ruptura del contrato. Ante la demanda que promoviere la parte interesada, no se admitirá la modificación de la causal de despido consignada en las comunicaciones antes referidas (art. 243 LCT).

#### Algunas causas de despido directo
Como el juez es quien debe valorar la justificación del despido, es muy variada la casuística sobre el tema y cada situación tiene sus circunstancias en particular, sin perjuicio de lo cual  puedan extraerse de los fallos algunos principios generales que ayudan a la interpretación.
Las ausencias no justificadas al trabajo o las faltas de puntualidad son causa de despido pero los jueces exigen que tengan una cierta frecuencia o extensión y que no hayan sido toleradas, esto es que haya habido sanciones, siendo relevante también la consideración de la antigüedad del trabajador en el empleo.
Si para rescindir el contrato se invoca el abandono del trabajo por el trabajador es indispensable la previa constitución en mora, mediante intimación hecha en forma fehaciente a que se reintegre al trabajo, por el plazo que impongan las modalidades que resulten en cada caso (art. 244 LCT).
Si se invoca que el trabajador cometió un delito (por ejemplo, un hurto) el despido solamente puede considerarse justificado si luego el empleador hace la denuncia penal y obtiene sentencia condenatoria. En este supuesto el juez laboral no puede dictar sentencia hasta que haya resolución definitiva en el proceso penal.
Las suspensiones fundadas en razones disciplinarias o debidas a falta o disminución de trabajo no imputables al empleador, no podrán exceder de treinta días en un año (art. 220 LCT) y si son por fuerza mayor debidamente comprobadas, de setenta y cinco días en un año (art. 221 LCT), contado en ambos casas desde la primera suspensión cualquiera sea el motivo de ésta.
Toda suspensión dispuesta por el empleador de las previstas en los artículos 219, 220 y 221 que excedan de los plazos fijados o en su conjunto y cualquiera fuese la causa que la motivare, de noventa días en un año, a partir de la primera suspensión y no aceptada por el trabajador, dará derecho a este a considerarse despedido (art. 222 LCT).
El trabajador podrá considerar extinguido el contrato de trabajo si, con motivo de la transferencia del establecimiento, se le infiriese un perjuicio que, apreciado con el criterio del artículo 242, justificare el acto de denuncia. A tal objeto se ponderarán especialmente los casos en que, por razón de la transferencia, se cambia el objeto de la explotación, se alteran las funciones, cargo o empleo, o si mediare una separación entre diversas secciones, dependencia o sucursales de la empresa, de modo que se derive de ello disminución de la responsabilidad patrimonial del empleador (art. 226 LCT).
En algunos casos para considerar justificada la decisión del trabajador los jueces le requieren que previamente intime al empleador en forma documentada a cumplir la obligación que reclama. Tales son los casos de rescisión fundada en una negativa a darle tareas, a reconocer su real fecha de ingreso o su real salario, a pagarle la remuneración, etc.

#### Indemnización por antigüedad o despido
En los casos de despido sin justa causa el trabajador es acreedor a una indemnización de un mes de sueldo por cada año de servicio o fracción mayor de tres meses, tomando como base la mejor remuneración mensual, normal y habitual devengada durante el último año o durante el tiempo de prestación de servicios si este fuera menor. 
Dicha base no podrá exceder el equivalente de tres veces el importe mensual de la suma que resulte del promedio de todas las remuneraciones previstas en el convenio colectivo de trabajo aplicable al trabajador. Ese importe será fijado y calculado por el Ministerio de Trabajo, Empleo y Seguridad Social.
Para los trabajadores remunerados a comisión o con remuneraciones variables y para los excluidos del convenio colectivo de trabajo el tope será el del convenio aplicable al establecimiento donde preste servicios o al convenio más favorable, en el caso de que hubiera más de uno.
El importe de la indemnización en ningún caso podrá ser inferior a un mes de sueldo calculado sobre la base del sistema establecido en el primer párrafo (art. 245 LCT).
Cuando el trabajador se considerara despedido con justa causa, tendrá derecho a las indemnizaciones por antigüedad, falta de preaviso e integración del mes de despido (art. 246 LCT).
La Corte Suprema de Justicia de la Nación en el fallo del 14 de septiembre de 2004 en los autos «Vizzoti, Carlos Alberto v. AMSA S.A. s/ despido» declaró la inconstitucionalidad del límite a la base salarial previsto en el art. 245 de la LCT y dispuso que la base de cálculo no podía ser inferior al 67 %   de la remuneración real del trabajador.

#### Deducción de las indemnizaciones percibidas por despidos anteriores
Si hubiera mediado reingreso a las órdenes del mismo empleador se deducirá de las indemnizaciones de los artículos 245, 246, 247, 250, 251, 253 y 254 lo percibido por igual concepto por despidos anteriores.
En tales supuestos el monto de las indemnizaciones a deducir será actualizado teniendo en cuenta la variación que resulte del índice salarial oficial del peón industrial de la Capital Federal desde la fecha del primitivo pago hasta el del nuevo monto indemnizatorio; en ningún caso la indemnización resultante podrá ser inferior a la que hubiera correspondido al trabajador si su período de servicios hubiera sido solo el último y con prescindencia de los períodos anteriores al reingreso (art. 255 LCT). 

#### Despido por causas económicas
En los casos de despido por causa de fuerza mayor o por falta o disminución de trabajo no imputable al empleador fehacientemente justificada, el trabajador tendrá derecho a percibir una indemnización equivalente a la mitad de la prevista en el artículo 245 de esta ley.
En tales casos el despido deberá comenzar por el personal menos antiguo dentro de cada especialidad.
Respecto del personal ingresado en un mismo semestre, deberá comenzarse por el que tuviere menos cargas de familia, aunque con ello se alterara el orden de antigüedad (art. 247 LCT).
Los tribunales interpretan estas normas en forma tan restrictiva que en la práctica no rige esta reducción de la indemnización.

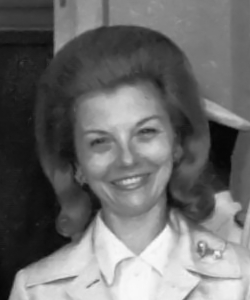
María Estela Martínez (1931), bajo cuya presidencia se promulgó el 20 de septiembre de 1974 la ley 20744 aprobando la Ley de Contrato de Trabajo

#### Extinción por jubilación del trabajador
Cuando el trabajador reuniere los requisitos necesarios para obtener una de las prestaciones de la ley 24241 (jubilación o pensión), el empleador podrá intimarlo a que inicie los trámites pertinentes extendiéndole los certificados de servicios y demás documentación necesaria a esos fines. A partir de ese momento el empleador deberá mantener la relación de trabajo hasta que el trabajador obtenga el beneficio y por un plazo máximo de un año.
Concedido el beneficio, o vencido dicho plazo, el contrato de trabajo quedará extinguido sin obligación para el empleador del pago de la indemnización por antigüedad que prevean las leyes o estatutos profesionales.
La intimación a que se refiere el primer párrafo de este artículo implicará la notificación del preaviso establecido por la presente ley o disposiciones similares contenidas en otros estatutos, cuyo plazo se considerará comprendido dentro del término durante el cual el empleador deberá mantener la relación de trabajo (art. 252 LCT).

#### Caso del trabajador ya jubilado
En caso de que el trabajador titular de un beneficio previsional de cualquier régimen volviera a prestar servicios en relación de dependencia, sin que ello implique violación a la legislación vigente, el empleador podrá disponer la extinción del contrato invocando esa situación, con obligación de preavisarlo y abonar la indemnización en razón de la antigüedad prevista en el artículo 245 de esta ley o en su caso lo dispuesto en el artículo 247.
En este supuesto solo se computará como antigüedad el tiempo de servicios posterior al cese (art. 253 LCT).

### Situación de los trabajadores conforme la modalidad de contratación

#### Despido antes del vencimiento en el contrato a plazo fijo
En los contratos a plazo fijo, el despido sin justa causa dispuesto antes del vencimiento del plazo, dará derecho al trabajador, además de las indemnizaciones correspondiente, a un resarcimiento de daños y perjuicios fijado en función directa de los que justifique haber sufrido quien los alegue o los que, a falta de demostración, determine el juez o tribunal prudencialmente, por la sola ruptura anticipada del contrato. 
Si el tiempo que faltare para cumplir el plazo del contrato fuese igual o superior al que corresponda al de preaviso, el reconocimiento de la indemnización por daño suplirá al que corresponde por omisión de este, si el monto reconocido fuese también igual o superior a los salarios del mismo (art. 95 LCT).

#### Trabajo de temporada
El contrato de temporada o contrato de trabajo por temporada es un contrato que, en principio, es por tiempo indeterminado aun cuando la prestación de servicios sea discontinua, en cuanto el trabajador constituye un elemento normal de la empresa cuyas tarea peri+odicamente son necesarias y se coordinan con una necesidad que ocurre en determinados períodos del año previstos con cierta fijeza.
La LCT dice que habrá contrato de trabajo de temporada cuando la relación entre las partes, originada por actividades propias del giro normal de la empresa o explotación, se cumpla en determinadas épocas del año solamente y esté sujeta a repetirse en cada ciclo en razón de la naturaleza de la actividad (art. 96 LCT). 
El trabajador adquiere los derechos que esta ley asigna a los trabajadores permanentes de prestación continua, a partir de su contratación en la primera temporada, si ello respondiera a necesidades también permanentes de la empresa o explotación ejercida, con la modalidad prevista en este capítulo (art. 97 LCT).
El despido sin causa del trabajador, pendientes los plazos previstos o previsibles del ciclo o temporada en los que estuviere prestando servicios, dará lugar al pago de los resarcimientos establecidos en el artículo 95, primer párrafo, de esta ley (art. 96 LCT).

#### Contrato de trabajo eventual
Cualquiera sea su denominación, se considerará que media contrato de trabajo eventual cuando la actividad del trabajador se ejerce bajo la dependencia de un empleador para la satisfacción de resultados concretos, tenidos en vista por este, en relación con servicios extraordinarios determinados de antemano o exigencias extraordinarias y transitorias de la empresa, explotación o establecimiento, toda vez que no pueda preverse un plazo cierto para la finalización del contrato. Se entenderá además que media tal tipo de relación cuando el vínculo comienza y termina con la realización de la obra, la ejecución del acto o la prestación del servicio para el que fue contratado el trabajador.
El empleador que pretenda que el contrato inviste esta modalidad, tendrá a su cargo la prueba de su aseveración (art. 99 LCT).
Los beneficios provenientes de esta ley se aplicarán a los trabajadores eventuales, en tanto resulten compatibles con la índole de la relación y reúnan los requisitos a que se condiciona la adquisición del derecho a los mismos (art. 100 LCT).

### Despidos con indemnizaciones agravadas

#### Despido por causa de maternidad
Las mujeres tienen licencia por maternidad durante los cuarenta y cinco días anteriores al parto y hasta cuarenta y cinco días después del mismo. La interesada podrá optar porque se le reduzca la licencia anterior al parto, que en tal caso no podrá ser inferior a treinta (30) días; el resto del período total de licencia se acumulará al período de descanso posterior al parto. En caso de nacimiento pretérmino se acumulará al descanso posterior todo el lapso de licencia que no se hubiere gozado antes del parto, de modo de completar los noventa días.
La trabajadora deberá comunicar fehacientemente su embarazo al empleador, con presentación de certificado médico en el que conste la fecha presunta del parto, o requerir su comprobación por el empleador (art. 177 LCT).  
Cuando la trabajadora fuere despedida dentro del plazo de siete meses y medio anteriores o posteriores a la fecha del parto, siempre y cuando haya cumplido con su obligación de notificar y acreditar en forma el hecho del embarazo así, en su caso, el del nacimiento, se presume, salvo prueba en contrario, que el despido obedece a razones de maternidad o embarazo. En tales condiciones, dará lugar al pago de una indemnización igual a la prevista en el artículo 182 de esta ley (art. 178 LCT).

#### Despido por causa de matrimonio
Se considera que el despido responde a la causa mencionada cuando el mismo fuese dispuesto sin invocación de causa por el empleador, o no fuese probada la que se invocare, y el despido se produjere dentro de los tres meses anteriores o seis meses posteriores al matrimonio y siempre que haya mediado notificación fehaciente del mismo a su empleador, no pudiendo esta notificación efectuarse con anterioridad o posteridad a los plazos señalados (arts.180 y 181 LCT).
La jurisprudencia mayoritaria considera que esta norma no se aplica a los trabajadores varones.
En caso de incumplimiento de esta prohibición, el empleador abonará una indemnización equivalente a un año de remuneraciones, que se acumulará a la establecida en el artículo 245 (art. 182 LCT).

#### Despido del trabajador no registrado o con registro deficiente
Registro inexistente es cuando el trabajador no ha sido anotado en los libros laborales ni ante los organismos de previsión social y registro deficiente es cuando lo hagan con una fecha de ingreso posterior a la real, con una remuneración menor que la real percibida por el trabajador o bien cuando se den ambos casos simultáneamente. 
Para ayudar a detectar y combatir estas prácticas que conllevan la evasión del pago de los aportes previsionales obligatorios sobre las remuneraciones y dificultan el ejercicio de los derechos de los trabajadores se estableció que si es despedido sin justa causa encontrándose en esa situación tendrá derecho a percibir una indemnización adicional equivalente al monto de las indemnizaciones por despido (arts. 8, 9, 10 y 15 de la Ley 24013 y art. 1.º de la Ley 25323).

## Estatutos especiales

### Trabajadores que también se rigen por la ley de contrato de trabajo
Se consignan solamente los puntos en los cuales el estatuto particular modifica el régimen general de la LCT sobre despido. 

#### Encargados de casas de renta y de edificios de propiedad horizontal
Son las personas que trabajan en los edificios divididos por pisos o unidades, llamados también porteros. A partir de los sesenta días de trabajo en caso de despido sin justa causa tienen derecho a un preaviso de tres meses y a una indemnización por antigüedad de un mes de sueldo por cada año de servicio o fracción (art. 6* ley 12981).

#### Periodistas profesionales
Son las personas que desempeñan para empresas periodísticas en las diversas tareas que comprende el periodismo. Tienen derecho a un preaviso de despido de un mes si su antigüedad en el empleo es menor de tres años y de dos meses si es mayor.
Si el empleador no da el preaviso debe pagar una indemnización sustitutiva equivalente al doble del preaviso.
En caso de despido sin causa el empleador debe abonar: 1) una indemnización de un mes de sueldo por cada año de servicio o fracción mayor de tres meses, con un mínimo equivalente a dos meses de sueldo y 2) una indemnización adicional equivalente a seis meses de sueldo (art. 43 ley 12908).

#### Empleados administrativos de empresas periodísticas
Comprenden a quienes realizan tareas administrativas en empresas periodísticas. En caso de despido sin causa el empleador debe abonar una indemnización de un mes de sueldo por cada año de servicio y seis meses de sueldo por preaviso (art. 33 decreto-ley 12839/46 y art. 2* ley 13502).

#### Trabajadores de la construcción
Son los también llamados albañiles. Están excluidos del régimen de indemnizaciones por despido y preaviso. En su lugar perciben en caso de egreso, cualquiera sea su causa, un fondo de desempleo que va integrando el empleador con un porcentaje de las remuneraciones que paga (ley 22250). La Corte Suprema de Justicia declaró que su finalidad es cubrir el riesgo de pérdida de empleo cualquiera sea la causa que lo produzca, dada la versatilidad de la actividad de la construcción y que cumple con el derecho constitucional a la protección contra el despido arbitrario. En sentido contrario, Juan Carlos Fernández Madrid afirma que ese régimen «no implica estrictamente protección contra el despido arbitrario desde que se trata de un fondo acumulativo que forma el empleador para entregarlo en el momento de cese -cualquiera sea su causa- no importa por tanto un disuasivo respecto del despido arbitrario».

#### Profesionales del arte de curar de establecimientos privados
Son los médicos y demás profesionales del arte de curar que trabajan en establecimientos privados de atención de la salud. Solo pueden ser despedidos con justa causa por el empleador previa sustanciación del correspondiente sumario (art. 6 decreto-ley 22212/45).

#### Docentes de establecimientos privados de enseñanza
Son quienes realizan tareas docentes en escuelas privadas. Solo pueden ser despedidos con justa causa por el empleador previa sustanciación del correspondiente sumario por autoridad oficial competente (art. 13 ley 13047).

### Trabajadores excluidos de la ley de contrato de trabajo

#### Trabajo doméstico
Son las personas que trabajan en las casas de familia en tareas domésticas y se rigen por la ley 26844. Se denomina personal sin retiro al que trabaja para un empleador y reside en el domicilio donde lo hace y personal con retiro al que trabaja para un empleador pero no reside en el lugar donde lo hace. Rige un período de prueba de  treinta días para el personal sin retiro y de quince días para el personal con retiro, durante el cual se puede despedir sin indemnización. Pasado ese lapso, si el empleador dispusiere el despido sin causa deberá otorgar un preaviso de diez días si la antigüedad del empleado fuera menor a un año y de treinta días si es mayor, o abonar una indemnización equivalente a los salarios de ese lapso. Además, debe abonar una indemnización de un mes de sueldo por año de antigüedad o fracción mayor de tres meses, tomando como base la mejor remuneración mensual, normal y habitual devengada en el último año o durante el tiempo de prestación de servicio si este fuere menor.

#### Trabajo agrario
Son las personas que trabajan en el ámbito rural. En caso de despido sin justa causa debe percibir una indemnización equivalente a un mes de sueldo por cada año de servicio o fracción mayor de tres meses no pudiendo superar la base de cálculo el importe de tres salarios conforme al promedio de las remuneraciones que fije la Comisión Nacional de Trabajo Agrario. La indemnización total no puede ser inferior a dos sueldos conforme la remuneración real del trabajador. A esta suma se le adiciona un importe conforme esta escala: del 20 % cuando la antigüedad fuere inferior a diez años, del 15 % cuando fuere entre diez y veinte años y del 10 % cuando fuere superior a veinte años (art. 76 ley 22248).

## Indemnizaciones civiles
Las indemnizaciones previstas en la LCT son tarifadas, es decir, su monto resarce todos los daños y perjuicios derivados de la ruptura del contrato de trabajo. Sin embargo, existen ciertos casos de despido en los que la conducta del empleador contemporánea al hecho constituye por sí sola un acto ilícito que genera un daño adicional al derivado del despido. En tal supuesto los jueces han considerado que, además de las indemnizaciones de la LCT, era procedente el pago de una indemnización con fundamento en el Código Civil.
El acto ilícito del empleador puede ser anterior al despido (por ejemplo, el caso del empleador que realizó el acoso sexual que la trabajadora invocó para considerarse despedida) o simultáneo con el despido (el supuesto en el cual para despedir el empleador invocó falsamente que el trabajador había cometido un delito penal) o posterior al cese (caso en que luego del despido el empleador colocó en la cartelera de la empresa una nota informando que se había dispuesto el cese porque el trabajador se había apoderado de dinero de la empresa).